# Černý Potok
Černý Potok (německy Pleil) je vesnice, část obce Kryštofovy Hamry v okrese Chomutov v Ústeckém kraji. Nachází se v Krušných horách v nadmořské výšce 700–750 metrů. Černý Potok leží při česko-německé státní hranici asi čtyři kilometry jihozápadně od Kryštofových Hamrů, ale nejbližším sousedním sídlem je saské městečko Jöhstadt. Okolí vesnice je osídlené od čtrnáctého století. Její obyvatelé se zabývali především zpracováním železné rudy, která se v okolí těžila v řadě dolů.

## Název
Černý Potok vznikl sloučením osad Sorgenthal a Pleil. Německý název Sorgenthal v překladu znamená údolí starostí. V historických pramenech se jméno vyskytuje jen v uvedeném tvaru. Název druhé osady byl odvozen z příjmení Bleile (zdrobnělina k Blei). V historických pramenech se vyskytuje ve tvarech Pleyl (1787) a Pleil (1846). Název Černý Potok byl zaveden vyhláškou ministerstva vnitra v roce 1950.

## Historie
Vesnice Černý Potok vznikla roku 1949 sloučením osad Pleil a Sorgenthal, který se nachází v blízkosti státní hranice s Německem. Dějiny obou osad jsou vzájemně provázané a některé historické prameny mezi oběma osadami nerozlišují.

### Nejstarší dějiny
Nejstarší osídlení v okolí Černého Potoka, které souviselo se zpracováním železné rudy, je doloženo v polovině čtrnáctého století, kdy zde v blízkosti státní hranice roku 1352 fungoval železný hamr zvaný Pleil. Roku 1429 jej zničili husité, ale později byl obnoven a roku 1533 patřil annaberskému měšťanovi Vítu Wertweinovi, který u hamru postavil stoupu. V šestnáctém století zde fungovaly hamry Tollmetscher na Černé vodě, Sponmühler na Bílém potoce a železná huť založená Bohuslavem Felixem Hasištejnským z Lobkovic.

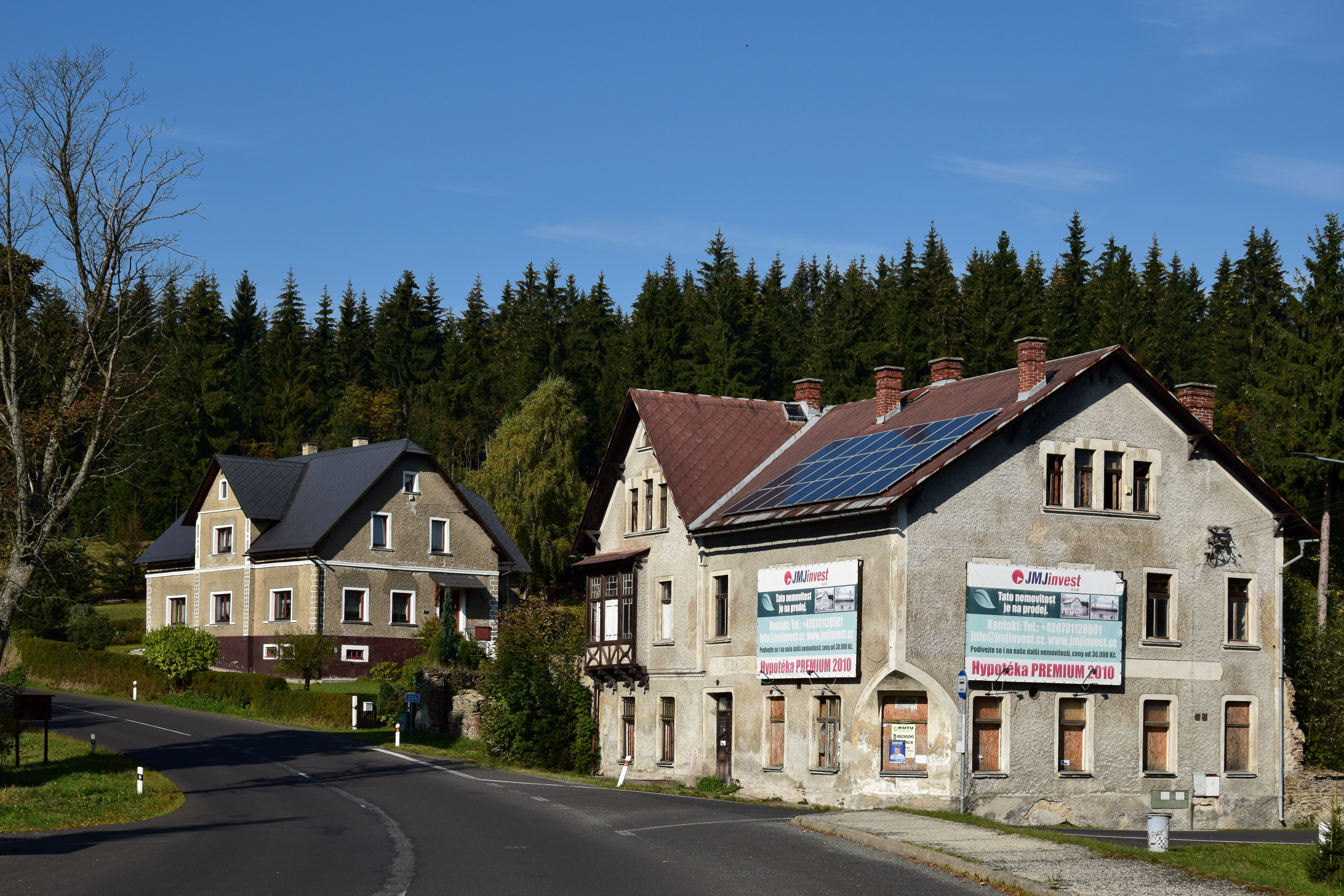
Domy u odbočky ze Silnice II/224 k hraničnímu přechodu

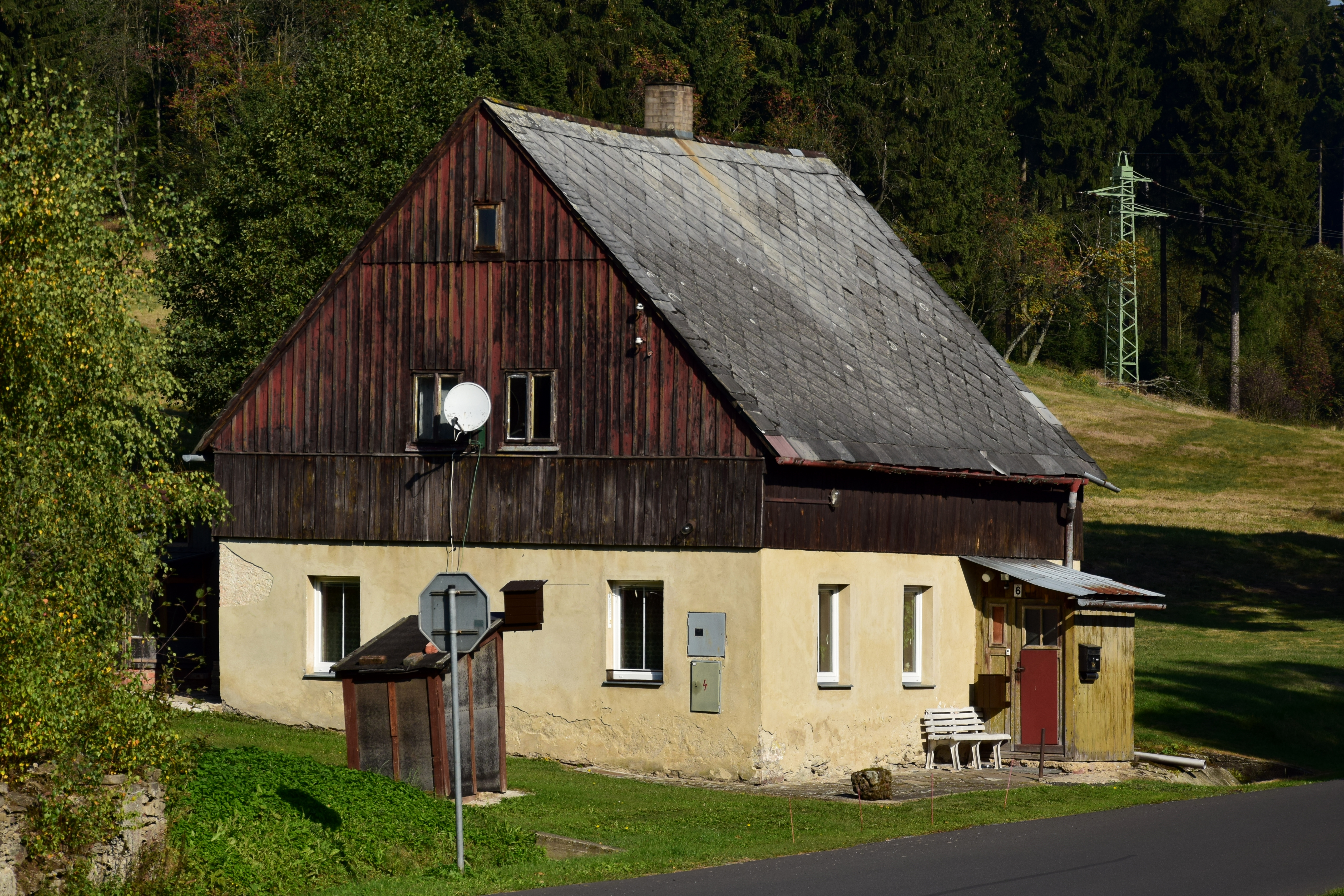
Dům čp. 6

Roku 1604 byl majitelem Pleilu Samson Schindler z Hohenwaldu, kterému císař Rudolf II. povolil postavit hamr a vysokou pec. O šest let později hamerní mistr Kryštof Rubner koupil za 4000 kop míšeňských grošů Schindlerův podíl. Podnik, který stával na území Sorgenthalu, se skládal z vysoké pece, hamru, mlýna a pivovaru. Měl právo vařit a čepovat pivo pro horníky a hutníky a porážet dobytek. Ke statku patřily také železnorudné doly na Kreuzigeru. Polovinu celého podniku koupil pražský měšťan Christian Misslich z Wilmsteinu. Kryštof Rubner však nesplácel kupní cenu, a podnik převzala zpět vdova Dorota Schindlerová. Na počátku třicetileté války probíhaly o majetek soudní spory a majitelé se měnili, až od roku 1627 vše patřilo opět Kryštofu Rubnerovi.
Během dalších událostí třicetileté války byl Sorgenthal zničen. Na blízkém vřesovišti došlo k vojenskému střetu císařských oddílů s vojskem generála Banéra, který zde byl poražen. Ke konci války byl však Sorgental obnoven a připadl Andreasu Rubnerovi, synovi Kryštofa Rubnera. Podnik tehdy tvořily dvě vysoké pece, tři kovárny, pivovar, mlýn, pila a obytné budovy. V letech 1654–1667 byl přísečnickým hejtmanem Otto Ihl z Blofeldtu, za něhož stál v Černém Potoku poplužní dvůr a nový hamr na plech.

### Osmnácté století
První písemná zmínka o osadě Pleil pochází až z roku 1787 a nachází se v díle Topographie des Königreiches Böhmen od Jaroslava Schallera. Podle něj ve vsi stálo 23 domů. V Sorgenthalu ve stejné době stálo devatenáct domů s číslem popisným. Obě vesnice patřily k přísečnickému panství.
Přes vesnici vedly obchodní cesty z Kadaně do Saska. V sedmileté válce kolem roku 1758 probíhaly v údolí Černého Potoka boje mezi pruskými husary a chorvatskou pěchotou.[zdroj⁠?!] U silnice k Přísečnici se dochovala torza dvou hromadných hrobů, z nichž jeden pochází ze sedmileté války a druhý je ještě starší. Místu se říká Husarský hrob a na starých mapách je označen jako Massengrab.[zdroj⁠?!]
V průběhu osmnáctého století v Pleilu vyrostl nový mlýn na obilí, dvě pily, vyráběla se kyselina dusičná a vitriol a došlo k rozvoji železorudného dolování. V roce 1780 byla v Sorgenthalu založena papírna, která fungovala až do roku 1861, kdy vyhořela a tehdejší majitel výrobu přestěhoval do Chomutova.

### Hornictví
Rudné žíly byly na lokalitě Kremsiger (Bremsiger Gebirge) mezi Černým Potokem a Přísečnicí nalezeny okolo roku 1340. Podle starších zmínek a zprávy z roku 1716 zde byly zaznamenány žíly se stříbronosným galenitem a žíly krevelové. V té době však již byly zcela vytěženy, neboť ani starší pokus o obnovení těžby Šebestiánem z Hasištejna z roku 1583 žádnou rudu nenalezl. Přímo v Černém Potoce byly těženy žíly podobného složení v dole Princ Bedřich. Zde však byl hlavní získávanou surovinou magnetit. Hlavním důlním dílem na Kremsigeru byla 700 metrů dlouhá dědičná štola Ferdinand, která ústila u potoka pod místem, kde ho kříží silnice do Vejprt. Odvodňovala velké množství šachet (ale ne všechny), jejichž hloubka se pohybovala od čtyř do čtyřiceti metrů. Většina z dolů produkovala 300 až 1000 tun železné rudy ročně. Z roku 1665 se dochoval záznam o čištění dědičné štoly a v letech 1709 až 1715 bylo ve dvaceti dolech vytěženo asi 3650 tun rudy. Úpadek zdejších dolů začal v polovině devatenáctého století a v roce 1890 se už v žádném dole nepracovalo.
Druhou železnorudnou lokalitou u Černého potoka byl Auspanner tvořený skarnovou čočkou. Zdejší ruda byla méně kvalitní, protože obsahovala více pyritu a chalkopyritu. Auspannerské doly odvodňovala dědičná štola Jan dlouhá 400 metrů, která ústila nedaleko štoly Ferdinand na druhé straně potoka. Bylo na ní několik dolů: Jan, Červená šachta, Vojtěch a Čihadlo. Největším dolem byla Anna s roční těžbou 70 až 200 tun v letech 1825 až 1840. Doly na Auspanneru sdílely stejný osud jako doly na Kremsigeru.
Na východ a západ od vesnice (na tzv. Kreuzigeru) se nacházela dvě skarnová tělesa s čočkami magnetitu. Na východní straně fungovala řada dolů, z nichž největší byl Andělský hrad (roční průměr těžby dosáhl až 500 tun rudy), ve kterém se polovině devatenáctého století těžily i stříbrné rudy. Západní ložisko charakteristické větší přeměnou magnetitu na krevel těžily doly Svornost, Víra v boha a Bílý jelen.
Přestože byla většina rudy dodávána do Saska, Kovářské nebo do Kalku, část se jí zpracovávala ve zdejších hamrech. V letech 1559 a 1564 až 1576 byla vydána povolení soukromým podnikatelům ke zpracování železné strusky z hald po bývalé železárně. Další hamry se nacházely mezi Černým Potokem a Kovářskou. Jejich odpadní strusky byly použity při stavbě silnice spojující obě vesnice.

### Novodobé dějiny

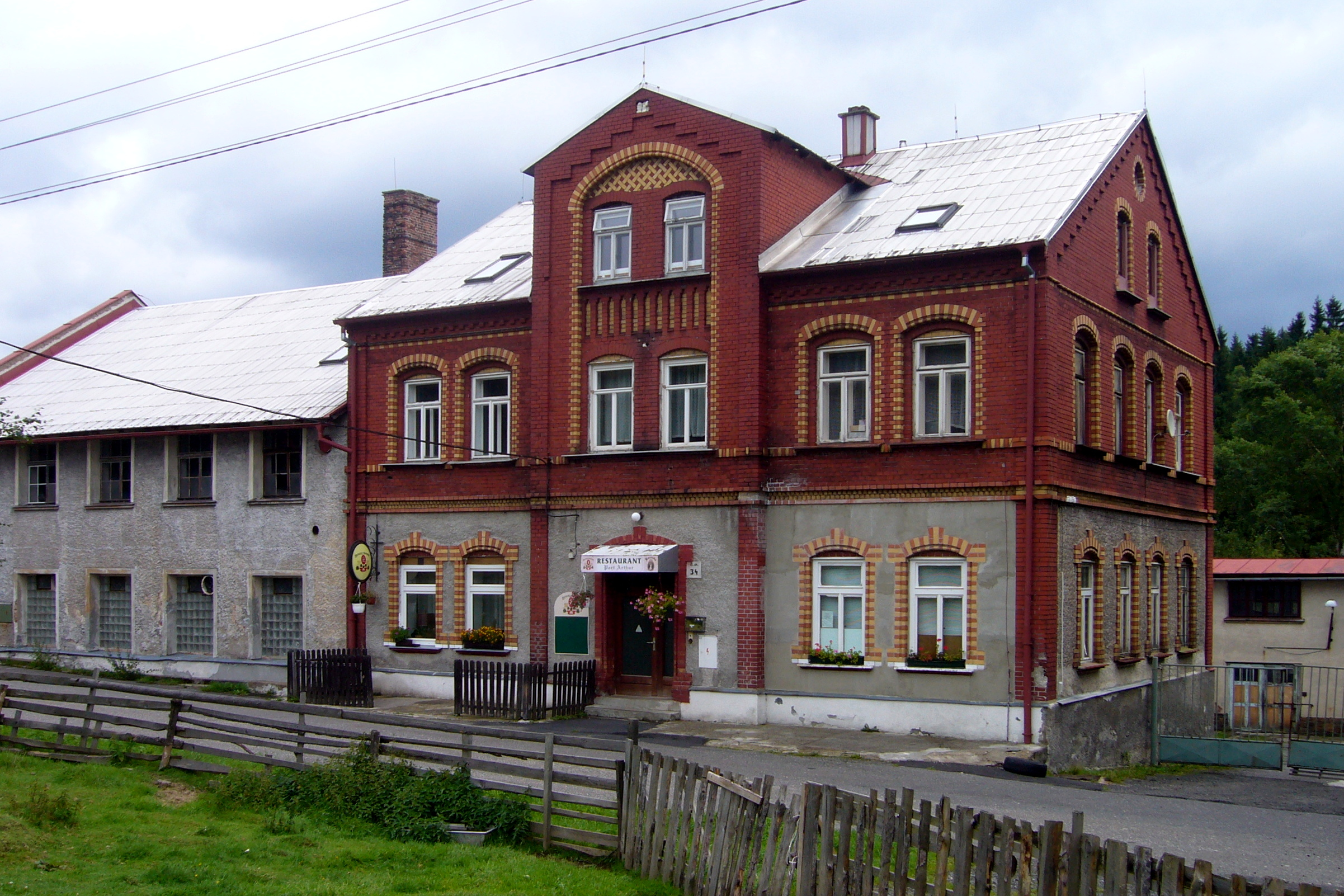
Bývalá Fladerova továrna

Poloha vesnice ve vysoké nadmořské výšce znemožňuje efektivní zemědělství, a proto většina obyvatel pracovala v dolech nebo v průmyslu. Často docházeli do Vejprt nebo Jöhstadtu. V devatenáctém století se rozvíjela průmyslová výroba nití, krajek a pozamentů, ale drobné textilní zboží se vyrábělo i podomácku. Roku 1861 vyhořela Gelinkova papírna a majitel poté výrobu přestěhoval do Chomutova, kde založil pozdější podnik Dehtochema.
Významným zaměstnavatelem bývala Fladerova továrna, kde se vyráběla hasičská technika a která roku 1895 zaměstnávala 150 dělníků. Omezený výrobní program v ní skončil až v šedesátých letech dvacátého století. Později měl v tovární budově nástrojárnu vejprtský podnik Belet a po něm se budova využívala jako autoservis a soustružnická dílna. Kancelářská budova byla koncem dvacátého století přestavěna na restauraci Port Artur. V letech 1938 až 1945 byla obec přičleněna (v důsledku uzavření Mnichovské dohody) k nacistickému Německu. Až do roku 1945 v Černém Potoce bývala dvoutřídní škola.
Poslední pokusy o dobývání železné rudy poblíž silnice do Kovářské podnikl Gustav Göttle z Ústí nad Labem v letech 1904–1913, ale vzhledem k nedostatku peněz nebyly úspěšné. Moderní průzkum ložisek nerostných surovin v okolí Černého Potoka proběhl v letech 1955–1958. Byla při něm nalezena jen drobná ložiska magnetitu bez možnosti ekonomického využití.

## Přírodní poměry

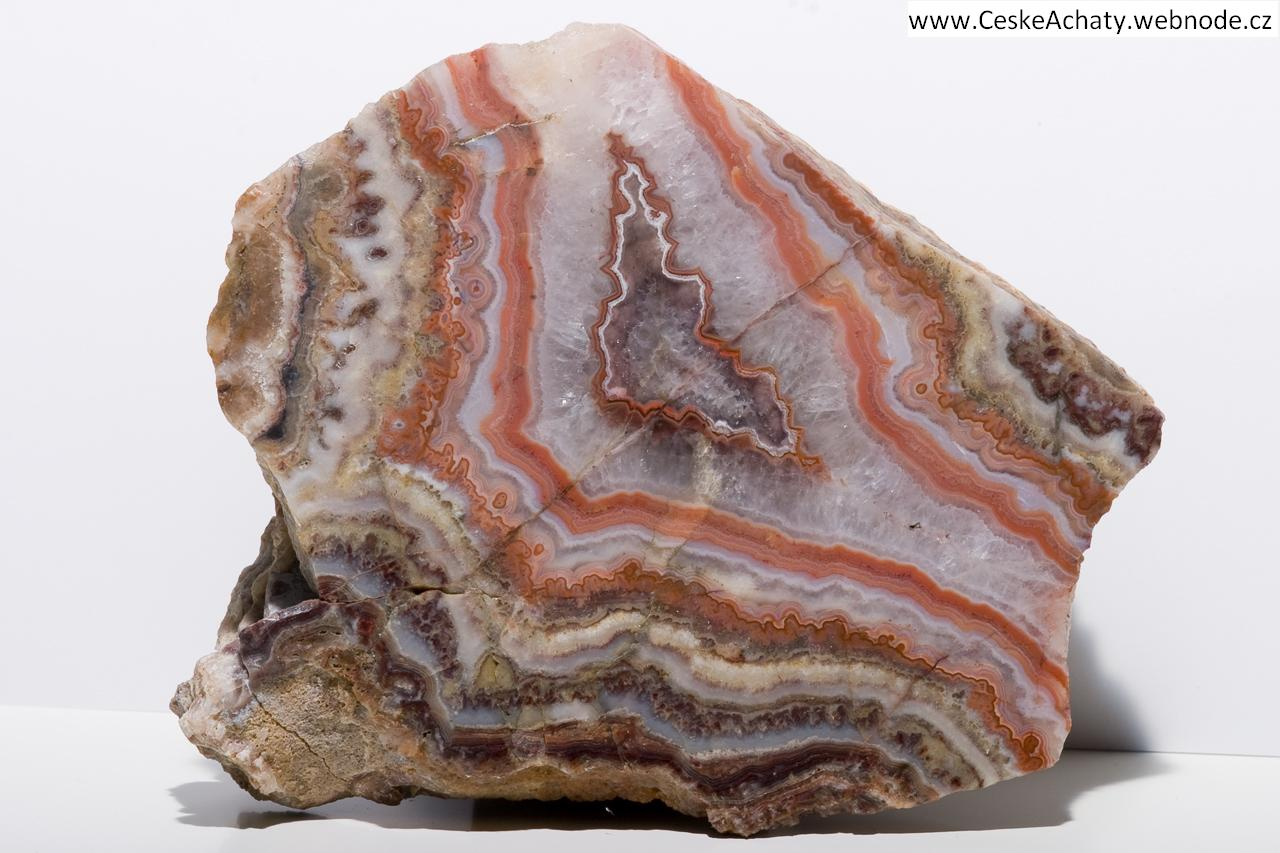
Achát z Černého Potoka

Černý Potok, podobně jako řada jiných krušnohorských vesnic v této oblasti na Chomutovsku (např. Kovářská, Měděnec, Horní Halže, Petlery, Údolíčko, Mýtinka, Blahuňov atd.) je také zajímavou mineralogickou lokalitou. V lesích východně od obce, zpravidla na starých haldách a pinkách, lze nalézt ukázky různých minerálů – například fluorit, baryt, křišťál, ametyst i achát.

## Obyvatelstvo
Při sčítání lidu v roce 1921 zde žilo 483 obyvatel (z toho 237 mužů), z nichž bylo šest Čechoslováků, 471 Němců a šest cizinců. Kromě patnácti evangelíků, jednoho člena církve československé a jednoho člověka bez vyznání patřili k římskokatolické církvi. Podle sčítání lidu z roku 1930 měla vesnice 534 obyvatel: dvanáct Čechoslováků, 507 Němců a patnáct cizinců. S výjimkou osmi evangelíků a 21 lidí bez vyznání se hlásili k římskokatolické církvi. Během obou sčítání byl Černý potok samostatnou obcí, ke které patřila místní část Sorgenthal. V něm v roce 1921 žilo ve 38 domech 279 obyvatel (z toho 132 mužů), kteří byli kromě sedmi Čechoslováků a dvou cizinců německé národnosti. S výjimkou šesti evangelíků patřili k římskokatolické církvi. V roce 1930 měl Sorgenthal 292 obyvatel: sedm Čechoslováků, 273 Němců a dvanáct cizinců. Devět jich bylo bez vyznání, deset se hlásilo k evangelickým církvím a ostatní byli římskými katolíky.
|                                                                                 | 1869 | 1880 | 1890 | 1900 | 1910 | 1921 | 1930 | 1950 | 1961 | 1970 | 1980 | 1991 | 2001 | 2011 | 2021 |
| ------------------------------------------------------------------------------- | ---- | ---- | ---- | ---- | ---- | ---- | ---- | ---- | ---- | ---- | ---- | ---- | ---- | ---- | ---- |
| Obyvatelé                                                                       | 703  | 772  | 845  | 845  | 961  | 762  | 826  | 198  | 176  | 97   | 44   | 29   | 27   | 28   | 31   |
| Domy                                                                            | 74   | 85   | 96   | 100  | 99   | 99   | 108  | 114  | 48   | 33   | 25   | 44   | 15   | 43   | 45   |
| Tabulka zahrnuje také údaje Sorgenthalu, který je dnes součástí Černého Potoka. |      |      |      |      |      |      |      |      |      |      |      |      |      |      |      |

## Obecní správa

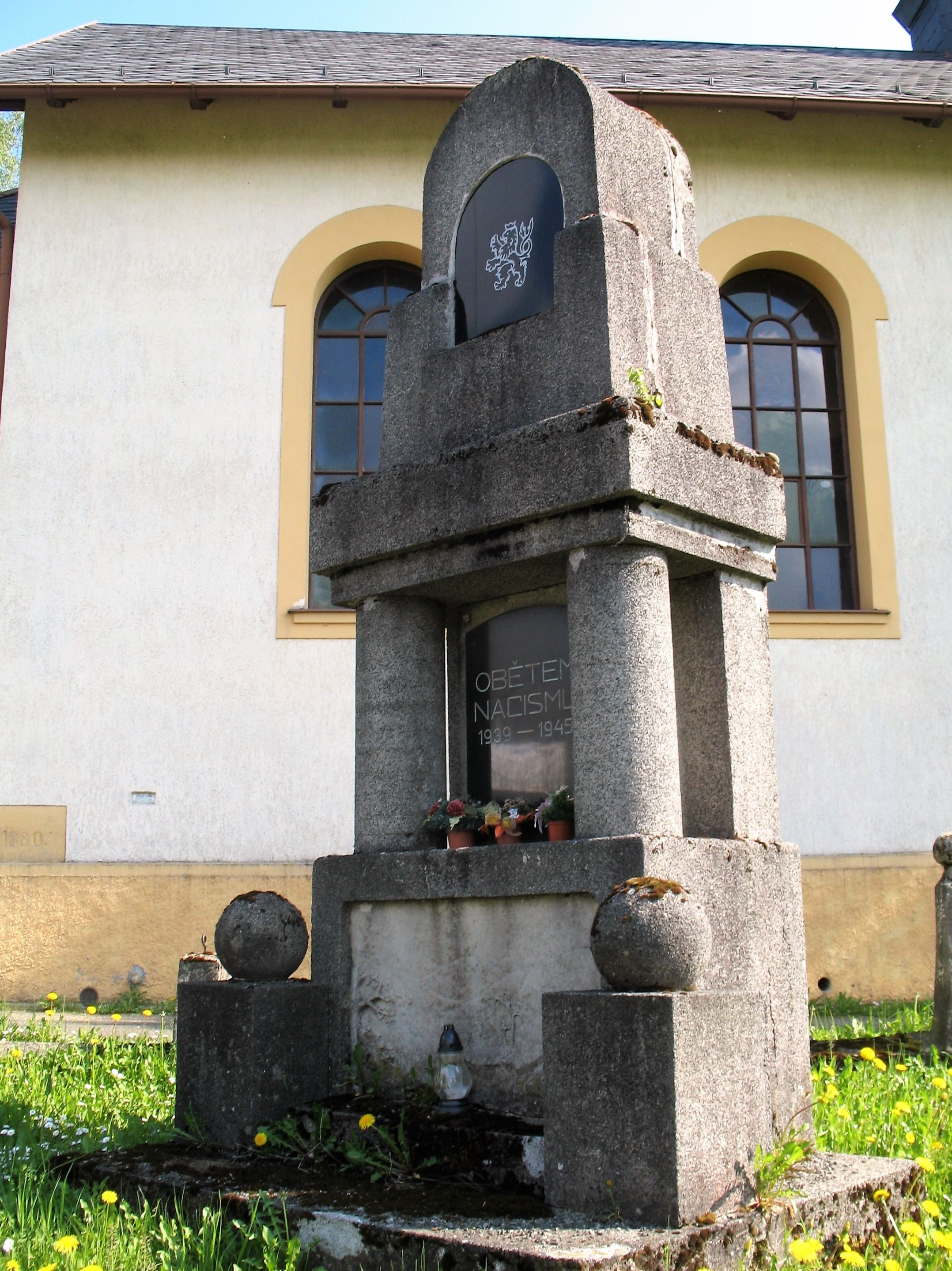
Pomník obětem nacismu

Po zrušení poddanství se roku 1850 z Pleilu stala obec s osadou Sorgenthal. Obě vesnice byly roku 1949 sloučeny do jednoho celku pod názvem Černý Potok. V letech 1869–1890 obec ležela v okrese Kadaň. V letech 1900–1930 patřila do okresu Přísečnice a roku 1950 do okresu Karlovy Vary-okolí. V období 1961–1974 byla částí obce Vejprt a od 30. června 1974 patří ke Kryštofovým Hamrům.

## Pamětihodnosti
V jižní části vesnice stojí kostel svatého Antonín Paduánského. V blízkosti kostela se nachází pomník obětem válek upravený ze staršího pomníku padlým v první světové válce.